# Eingestelltes Jagen

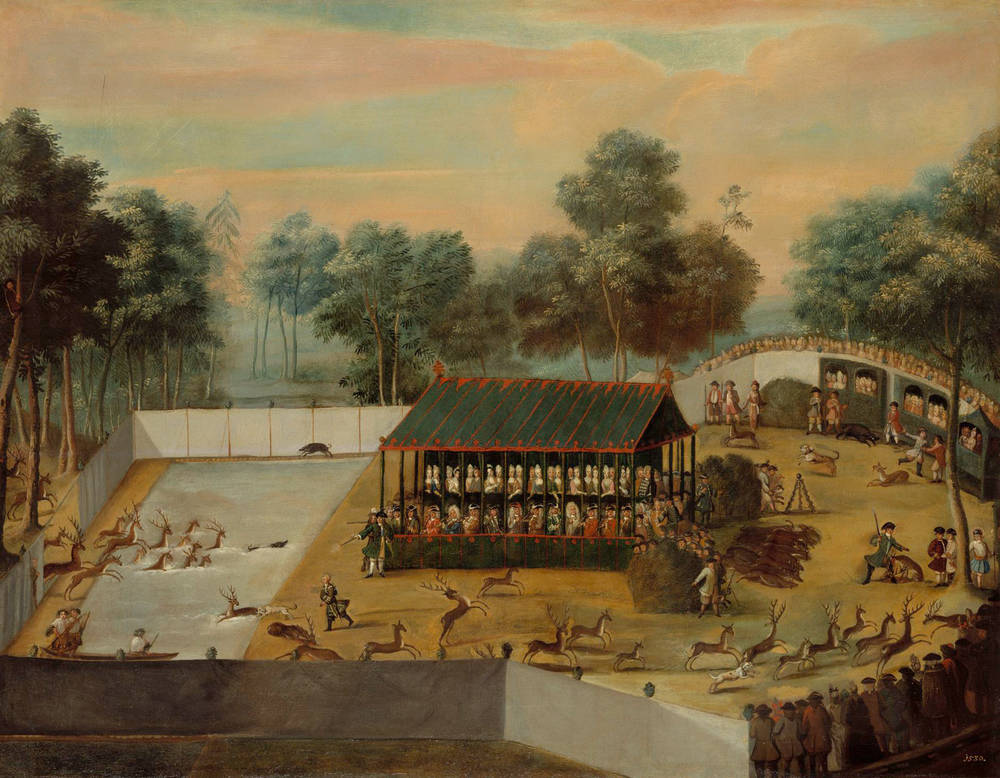
Eingestelltes Jagen bei Schloss Moritzburg in Sachsen, 1718

Eingestelltes Jagen, je nach betriebenem Aufwand auch als Hauptjagd, Prunkjagd oder Festinjagen und aufgrund seiner ehemals großen Beliebtheit im deutschsprachigen Raum als deutsches Jagen bezeichnet, ist eine historische Schießveranstaltung zur Unterhaltung des Adels und versammelten Hofstaates.

## Durchführung
Das Wild wurde dafür zuvor in großer Zahl „eingestellt“, d. h. in einer beispielsweise mit aufgestellten Leintüchern abgegrenzten Kammer (Gebiet) zusammengetrieben und bis zu Beginn der Veranstaltung gefangen gehalten. Es wurde dann in die angrenzende Kammer, den sogenannten Lauf, entlassen, um von den dort in Schießständen platzierten Gästen, getötet zu werden.

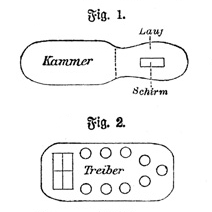
Zwei verschiedene, schematische Darstellungen für den Aufbau von eingestellten Jagen

Bei den im Vergleich zu normalen Hauptjagden relativ selten abgehaltenen, kostspieligen Prunk- oder Festinjagen wurde das Wild zum Teil bereits mehrere Tage oder Wochen zuvor mit viel Aufwand aus entlegenen Revieren herantransportiert. Solche höfischen Spektakel waren nur hohen gesellschaftlichen Schichten vorbehalten und wurden oftmals in Gemälden festgehalten. Neben weiterem Prunk und Zierden gehörte das Blasen von Fanfaren bei Erlegung jedes Stückes zum Rahmen einer solchen Veranstaltung.

## Deutschland
Im deutschsprachigen Raum verschwand das eingestellte Jagen mit der deutschen Revolution von 1848/1849 und der damit einhergehenden Bindung des Jagdrechts an das Grundeigentum weitgehend, bevor es mit den Umwälzungen am Ende des Ersten Weltkriegs schließlich vollständig aufhörte.